# Ricardo Vaz
Ricardo Álvares Guedes Vaz (Alcabideche, 26 novembre 1994) è un calciatore portoghese, centrocampista del Reus FCR.

## Caratteristiche tecniche
È un'ala destra.

## Carriera
Cresciuto nelle giovanili dell'Estoril Praia, ha esordito il 4 gennaio 2014 in occasione del match di Taça de Portugal vinto 5-1 contro il Leixões.

## Statistiche

### Presenze e reti nei club
Statistiche aggiornate al 20 Agosto 2018.
| Stagione             | Squadra              | Campionato           | Campionato | Campionato | Coppe nazionali | Coppe nazionali | Coppe nazionali | Coppe continentali | Coppe continentali | Coppe continentali | Altre coppe | Altre coppe | Altre coppe | Totale | Totale | Totale |
| Stagione             | Squadra              | Comp                 | Pres       | Reti       | Comp            | Pres            | Reti            | Comp               | Pres               | Reti               | Comp        | Pres        | Reti        | Pres   | Reti   |        |
| -------------------- | -------------------- | -------------------- | ---------- | ---------- | --------------- | --------------- | --------------- | ------------------ | ------------------ | ------------------ | ----------- | ----------- | ----------- | ------ | ------ | ------ |
| 2013-2014            | Estoril Praia        | PL                   | 3          | 1          | CP+CdL          | 1+1             | 0               | UEL                | 0                  | 0                  |             | -           | -           | 5      | 1      |        |
| 2014-2015            | Estoril Praia        | PL                   | 2          | 0          | CP+CdL          | 0+1             | 0               | UEL                | 3                  | 0                  |             | -           | -           | 6      | 0      |        |
| Totale Estoril Praia | Totale Estoril Praia | Totale Estoril Praia | 5          | 1          |                 | 3               | 0               |                    | 3                  | 0                  |             | -           | -           | 11     | 1      |        |
| 2014-2015            | Reus                 | SDB                  | 3          | 0          | CR              | 0               | 0               |                    | -                  | -                  |             | -           | -           | 3      | 0      |        |
| 2015-2016            | Reus                 | SDB                  | 27         | 3          | CR              | 5               | 1               |                    | -                  | -                  |             | -           | -           | 32     | 4      |        |
| 2016-2017            | Reus                 | SD                   | 22         | 1          | CR              | 1               | 0               |                    | -                  | -                  |             | -           | -           | 23     | 1      |        |
| 2017-2018            | Reus                 | SD                   | 11         | 0          | CR              | 0               | 0               |                    | -                  | -                  |             | -           | -           | 11     | 0      |        |
| 2018-2019            | Reus                 | SD                   | 1          | 0          | CR              | 0               | 0               |                    | -                  | -                  |             | -           | -           | 1      | 0      |        |
| Totale carriera      | Totale carriera      | Totale carriera      | 69         | 5          |                 | 9               | 1               |                    | 3                  | 0                  |             | -           | -           | 81     | 6      |        |

## Palmarès

### Club

#### Competizioni nazionali
- Segunda División B: 1

Reus: 2015-2016